# Тешуб
Тешуб, Тессоб, Тешшуб (хурр. Tessob, Tessub, ср. урарт. Teiseba) — хурритский бог грозы, почитавшийся во всей Малой Азии.
Тешуб возглавлял пантеон хурритских богов. Священными животными Тешуба и его супруги Хепат были бык и корова. Тешуб Халабский и Хепа составляли божественную пару. У них было трое детей: сын Шарума и дочери Алланзу и Кунцишалли. Все они представлены в скальном святилище Язылыкая. Хепа сравнивалась с хеттской солнечной богиней Ариннити, а Тешуб с верховным хеттским богом Тархунтом. У хаттов Тешубу соответствовал бог Тару.
Сражался с каменным великаном Улликумми и победил его.